# Unčovice
Unčovice (německy Huntschowitz) je místní část města Litovel s asi 425 obyvateli. První zmínka o obci v Olomouckých zemských deskách pochází z roku 1349. Nachází se zde mateřská škola, knihovna i kulturní dům. Obec leží v blízkosti dálnice D35 vedoucí z Olomouce do Mohelnice, na obec se přímo napojuje nájezd na tuto komunikaci.

## Historie
Narodil se zde František Stratil (1849–1911), advokát a politický představitel české menšiny na Opavsku. Narodil se tu a působil také Josef Staroštík (1862–1929), starosta obce a poslanec Říšské rady a Moravského zemského sněmu; jeden ze zakladatelů agrární strany na Moravě. Ten také vydával v obci od roku 1913 týdeník Obrana venkova.
V ranních hodinách 16. března 2020, v době, kdy se Česká republika potýkala s pandemií nemoci covid-19, rozhodli hygienici, s ohledem na prudký nárůst pacientů s tímto onemocněním, o uzavření měst Uničova a Litovle spolu s jejich okolím. Policie oblast střežila a neumožnila nikomu do oblasti vstoupit, ani ji opustit. Jednou z takto zasažených vesnic byly i Unčovice. Uzavření oblasti skončilo 30. března.
Přes dlouhodobý úbytek prodejen na vesnicích otevřelo Zemědělské družstvo Unčovice dne 18. dubna 2023 ve svých prostorách prodejnu Hanácký Grunt prodávající vlastní výrobky družstva a další lokální výrobky. 

## Název obce
Původ názvu obce není zcela zřejmý. Viktor Pinkava v knize Litovelský okres uvádí, že se o založení osady zachovala pověst:
Na stráni, na niž vystavěna je ves, bývaly prý podzemní chodby, v kterých bydleli „honci“ a když opustili své skrýše, aby si na povrchu zbudovali příbytky, nazvali sousedé ves jejich „Hončovice“.
V úvodu knihy, v kapitole Jména osad na straně 22 je zmíněno, že jména obcí kolem Litovle jsou odvozena od jmen praotců jednotlivých rodů, které se v oblasti usídlily. V případě Unčovic je to pak jméno Unislav. Zkráceně Unka, Uník, Unič, Uneš.
Kniha Místní jména na Moravě a ve Slezsku pak uvádí vývoj názvu obce, tak jak byl zmíněn v historických dokumentech:
- 1349 in Hoczowicz
- 1391 de Honczouicz
- 1408 municionem Honczowicz
- 1499 tvrz Honczowicze
- 1565 Hunčovičtí
- 1636 v Vnoczowicz
- 1676 Huntzowitz
- 1681 ze vsí Hunčovic...
- 1718 Huntschowitz
- 1720 Hunczowicz
- 1751 Huntschowitz
- 1846 Huntschowitz, Hunčowice, kdysi Hončovice
- 1872 Huntschowitz, Hunčovice
- 1881 Hončovice
- 1924 Unčovice, dříve Hunčovice

Za protezi H- může místní nářečí. Za změnu „u“ na „o“ pak Hanáčtina.

## Obyvatelstvo
Vývoj počtu obyvatel v obci uvádí tabulka níže:
| Rok            | 1790 | 1834 | 1869 | 1880 | 1890 | 1900 | 1910 | 1921 | 1930 | 1950 | 1961 | 1970 | 1980 | 1991 | 2001 | 2011 |
| -------------- | ---- | ---- | ---- | ---- | ---- | ---- | ---- | ---- | ---- | ---- | ---- | ---- | ---- | ---- | ---- | ---- |
| Počet obyvatel | 394  | 483  | 474  | 489  | 497  | 498  | 534  | 547  | 525  | 426  | 428  | 417  | 429  | 406  | 429  | 407  |
| Počet domů     | 61   | 67   | 67   | 71   | 76   | 79   | 82   | 85   | 94   | 98   | 224  | 104  | 106  | 118  | 119  | 124  |

## Pamětihodnosti

### Tvrz
První zmínka o opevnění v Unčovicích v Olomouckých zemských deskách pochází z roku 1398. Stavba s výrazným arkýřem dnes slouží potřebám zemědělského družstva.

### Kaple svaté Anny
Kaple umístěná na návsi byla postavena někdy v 18. století. V roce 2021 proběhla oprava střechy. Bývá otevřena při významných událostech.